# Beelzebub (manga)
Beelzebub (べるぜバブ?, Beruzebabu) è un manga scritto e disegnato da Ryuhei Tamura, e pubblicato dal 2009 al 2014 sulla rivista Weekly Shōnen Jump ed in seguito dal 2014 al 2015 su Jump NEXT!. In Italia il manga è pubblicato dalla Star Comics a partire dal 1º giugno 2011 a cadenza bimestrale.

## Trama
Tatsumi Oga è uno studente del primo anno del Liceo Ishiyama, una scuola per delinquenti. Un giorno gli capita di raccogliere dal fiume un bambino, che non è altri che Beelzebub, il figlio del re dei demoni, destinato una volta diventato adulto a distruggere l'umanità. Oga ha la fama di essere il più cattivo della scuola, per questo è stato prescelto per occuparsi di allevare il bambino con l'aiuto della tata demoniaca Hilda. E se dovesse rifiutarsi, Oga verrebbe immediatamente ucciso.
Il giovane delinquente si ritroverà così costretto a fare da genitore al piccolo Beel, cercando comunque un modo per passare l'incarico a un altro delinquente che possa soddisfare i requisiti necessari.

## Personaggi
- Tatsumi Oga (男鹿 辰巳?, Oga Tatsumi) è uno studente di sedici anni del primo anno del Liceo Ishiyama ed è conosciuto nella scuola per la sua violenza e per la sua forza, che gli hanno fatto guadagnare il soprannome di "Orco distruttore". Proprio per queste caratteristiche viene scelto da Alaindelon come padre terrestre di Beelzebub IV (chiamato da lui semplicemente Beel), figlio del Re Satana. Ovviamente contrario alla cosa, Oga è suo malgrado costretto ad accettare l'incarico, pena la morte. A prova del loro legame, sul dorso della mano destra di Oga è comparso un sigillo simile a un tatuaggio, con il quale può accedere al potere di Beel e che aumenta di dimensioni man mano che combatte. Oga non può stare distante più di 15 metri (nel corso del manga la distanza aumenterà di altri 8 cm e poi fino a 18 metri) da Beel, altrimenti questi inizia a piangere, emettendo forti scariche elettriche che a detta di Hilda potrebbero uccidere Oga. Con il tempo inizierà ad affezionarsi e ad abituarsi alla presenza di Beel (diverrà aggressivo verso chi voglia sottrarglielo) e di Hilda, e talvolta svolgerà anche il ruolo di genitore, anche se a modo suo.

- Kaiser de Emperana Beelzebub IV (カイゼル・デ・エンペラーナ・ベルゼバブ4世?, Kaizeru De Enperāna Beruzebabu Yonsei), chiamato semplicemente Beel (ベル坊?, Berubō), è un bambino, figlio più giovane del Re Satana, giunto sulla terra per crescere e una volta adulto poterla distruggere. Va in giro completamente nudo e ha sempre un ciuccio in bocca. Molto affezionato a Oga, da cui non si separa mai e generalmente lo si può trovare sulla sua spalla o sulla sua testa (quando Oga lo minaccia con le sue facce mostruose lui, invece di spaventarsi, grida di felicità e si accoccola a lui teneramente). Quando è agitato inizia a piangere e ad emettere potenti scariche elettriche che colpiscono le persone nelle vicinanze, quando il suo pianto raggiunge livelli critici genera una tempesta di fulmini dal suo corpo micidiale, in quello stato l'unico in grado di fermarlo è il Re dei Demoni, suo padre biologico, nemmeno Hilda ne è capace, tuttavia anche Oga, con colossale stupore di Hilda, è capace di farlo smettere, spesso mettendogli la mano sulla testa e dicendogli che un vero uomo non deve piangere e mostrarsi debole.

- Hildegarda (ヒルデガルダ?, Hirudegaruda), meglio nota come Hilda, è la tata proveniente dal regno dei demoni che assieme a Oga alleva il piccolo Beel. Hilda prende molto sul serio il suo ruolo da "madre" e lo considera un grande onore. Veste sempre con abiti in stile Gothic Lolita, ha capelli biondi, occhi verdi (di cui uno sempre coperto dalla frangia) e un seno prosperoso. Usa un demone alato di nome Aku-Baba come mezzo di trasporto e la si può vedere spesso con un ombrello in mano, che in realtà nasconde una spada. È nata in una delle casate più nobili ed è considerata fra le migliori bambinaie demoni. Ha 16 anni ed è al servizio del piccolo Beel da quando ne aveva 14. Vive a casa di Oga (la sua famiglia infatti crede che Beel sia loro figlio e che provenga da Macao anziché dal Makai, il mondo dei demoni). Ha una personalità fredda, anche se talvolta dimostra il suo lato gentile. Inizialmente non ha una grande opinione di Oga di cui spesso si fa beffe della sua intelligenza e lo riprende spesso per il suo comportamento verso Beel, ma si dimostra preoccupata per lui in alcune occasioni e piano piano sviluppa un rapporto con questo che va oltre l'amicizia. L'occhio sinistro ha in sé il potere di focalizzare tutto ciò che vede, ogni movimento, ad una velocità ridotta di dieci volte, questo le permette di vedere gli attacchi che riceve come fossero dieci volte più lenti e, così, anticipare l'avversario e colpirlo con molta facilità

- Takayuki Furuichi (古市 貴之?, Furuichi Takayuki) è uno studente al primo anno dell'Ishiyama ed è probabilmente l'unico non-delinquente della scuola. Le sue abilità in combattimento sono infatti scarse, preferendo la strategia all'azione. Per questo tende sempre a evitare le lotte, a meno che non ci siano delle ragazze in pericolo: infatti, seppur senza troppa fortuna, è un donnaiolo. Ha ottimi voti ed è la persona più razionale nel gruppo di delinquenti di Oga. Spesso si lamenta di lui e del suo comportamento e del fatto che finisce sempre per essere coinvolto nei guai a causa sua. Lo invidia anche per il fatto che viva assieme a Hilda e che sia l'oggetto delle attenzioni di Aoi. Nonostante ciò sono amici fedeli e pronti a intervenire l'uno in difesa dell'altro, anche se a volte Furuichi (esasperato) si prende qualche mini rivincita. Vive con i genitori, la sorella minore Honoka e Alaindelon, trasferitosi a casa sua nonostante il suo parere contrario. È soprannominato "lo stratega dell'Ishiyama".

- Alaindelon (ランドロン?, Arandoron) è un demone che lavora per Hilda. È capace di trasferire più oggetti e persone da un luogo all'altro (ciò lo rende un "fattorino" di classe elevata), anche attraverso le dimensioni. Per farlo apre il suo corpo e ingloba l'obiettivo. Fluttuava sul fiume colpito da una freccia quando assiste a una lotta di Oga, che lo convince del fatto che sia la persona adatta a fare da genitore per Beel. Nonostante non invitato e con conseguente opposizione, si trasferirà poi a casa di Furuichi, verso cui si mostra piuttosto ossequioso ed affezionato (forse anche ambiguamente) è solitamente è vestito in boxer e maglietta. Hilda ha una grande opinione di lui e delle sue abilità. Nel mondo dei demoni ha un'affascinante figlia di nome Angelica

- Aoi Kunieda (邦枝葵?, Kunieda Aoi) è una studentessa del secondo anno, leader delle Red Tails, un gruppo di delinquenti donne. È chiamata "Regina" per il fatto che protegge le studentesse dell'Ishiyama dai ragazzi. Figlia di un sacerdote shintoista, vive nel tempio di famiglia assieme al nonno e al fratellino Kota, di cui si prende cura. Sarà proprio con lui che incontrerà Oga al parco: Aoi, travestita per non farsi riconoscere, farà amicizia con il ragazzo e Beel. Il giorno dopo incontrerà nuovamente Oga a scuola (senza che questi la riconosca; e quando lo reincontra badando a Kota continua a "nascondersi") con suo grande stupore e lo affronterà senza successo e scambiando i suoi tentativi di cedere Beel per delle avance. Deciderà poi di lasciare le Red Tails, per tornare a essere una normale studentessa, poiché s'innamora dello stesso Oga e, desiderando diventare la sua ragazza, infrangerebbe l'unica regola delle Red Tails: non mettersi con nessun uomo. È una maestra dello stile Shingetsu, appreso dal nonno: per combattere usa con grande maestria una bokken, anche se è in grado di usare qualsiasi arma.

- I Tohoshinki (東邦神姫?, Tōhōshinki) sono i quattro leader delle forze delinquenti dell'Ishiyama. Il nome deriva dal primo carattere dei loro quattro cognomi. Nel corso del tempo, senza farci troppo caso e forse senza volerlo ammettere, dopo che Oga si dimostra il più forte e li coinvolge nelle sue avventure, pur nelle loro individualità e rivalità divengono una comitiva affiatata e legano tra loro, mentre all'inizio agivano separatamente. Il loro leader diventa Oga dopo che quest'ultimo batte Tojo, il più forte dei quattro. La loro fedeltà e il riconoscimento di quest'ultimo come capo fa comparire sul loro corpo il Marchio del Re. I membri sono Hajime Kanzaki, Aoi Kunieda, Tojo Hidetora e Tatsuya Himekawa.

## Media

### Manga
Beelzebub è un manga scritto e disegnato da Ryuhei Tamura. Ha debuttato come capitolo one-shot nel 2008, vincendo la quarta edizione della Gold Future Cup, e in seguito è divenuto una serie manga. Il primo capitolo fu pubblicato nel febbraio 2009 in un numero della rivista settimanale per manga shōnen Weekly Shōnen Jump, edita da Shūeisha. I capitoli successivi sono stati serializzati sulla stessa rivista ogni settimana. Il primo volume tankōbon fu pubblicato da Shūeisha il 2 luglio 2009. La serializzazione si è conclusa sul tredicesimo numero di Shonen Jump del 2014, pubblicato il 24 febbraio, per un totale di 240 capitoli pubblicati. Dal maggio 2014 al marzo 2015 sono stati serializzati altri sei capitoli extra, sotto il titolo di Beelzebub Another. L'ultimo volume tankōbon, il ventottesimo, è uscito nel mese di maggio 2015.
In Italia i diritti sono stati acquistati da Star Comics, che ha pubblicato i volumi della serie nella collana Dragon, a cadenza bimestrale, dal 1º giugno 2011 al 1º ottobre 2015.

### Anime
Un adattamento ad anime è stato prodotto dallo studio Pierrot Plus. Un OAV intitolato Beelzebub: Hirotta akachan wa daimaou!? (lett. Beelzebub: questo bambino è il re dei demoni!?) fu proiettato durante il Jump Super Anime Tour tra il 23 ottobre e il 21 novembre 2010.
Successivamente una serie animata televisiva fu trasmessa a partire dal 9 gennaio 2011 su Yomiuri TV e altre reti NNS. La trasmissione si è poi conclusa il 25 marzo 2012, per un totale di 60 episodi trasmessi. Il decimo episodio della serie fu trasmesso posticipato di due settimane rispetto alla data prevista a causa del terremoto e maremoto del Tōhoku del 2011 e conseguentemente tutti gli episodi sono slittati di una settimana. Tramite Crunchyroll gli episodi della serie furono diffusi anche in streaming sottotitolati in inglese per il pubblico del Nord America e dei Paesi europei in cui il servizio era disponibile, circa due ore dopo la messa in onda televisiva giapponese. La serie fu trasmessa anche con sottotitoli in inglese su Animax Asia nel Sud-Est Asiatico, con modifiche al video per coprire le nudità di Baby Beel.
In Italia i diritti della serie sono stati acquisiti dal canale satellitare Man-ga, che dal 5 settembre 2014 al 27 novembre 2015 ha trasmesso la serie a cadenza settimanale con audio giapponese e sottotitoli in italiano. I primi 12 episodi della serie sono stati pubblicati in versione doppiata sulla piattaforma streaming Play Yamato il 1º dicembre 2015 e trasmessi su Man-ga dal 23 marzo all'8 giugno 2018. Il 15 ottobre 2021 Yamato Video ha annunciato il doppiaggio italiano dei restanti episodi. Quest'ultimi sono stati pubblicati sul canale Anime Generation di Prime Video dal 24 gennaio al 9 maggio 2022.

#### Colonna sonora
Sigle d'apertura:
- Episodi 1-10: Dadada (だだだ?), eseguita da Group Tamashii.
- Episodi 11-23: Hajimaru no wa, Sayonara (始まるのは, サヨナラ?), eseguita da On/Off.
- Episodi 24-35: Hey!! (Hey!!?), eseguita da FLOW.
- Episodi 36-48: Baby U (Baby U?), eseguita da MBLAQ.
- Episodi 49-60: Only You - Kimi ｔono kizuta (キミとのキジタ?), eseguita da Lc5.

Sigle di chiusura:
- Episodi 1-10: Answer, eseguita da no3b.
- Episodi 11-23: Tsuyogari (つよがり?), eseguita da Shōko Nakagawa.
- Episodi 24-35: Nanairo☆namida (なないろ☆ナミダ?), eseguita da Tomato n' Pine.
- Episodi 36-48: papepipu♪papipepu♪papepipupo♪ (パペピプ♪パピペプ♪パペピプポ♪?), eseguita da Nozomi Sasaki.
- Episodi 49-59: Shoujo torabera (少女トラベラー?), eseguita da 9nine.
- Episodio 60: Dadada (だだだ?), eseguita da Group Tamashii.

### Videogiochi
Oga appare come personaggio giocabile, assistito da Beelzebub, nel videogioco picchiaduro con i personaggi delle principali serie pubblicate su Jump, J-Stars Victory Vs.